# ناتاشا دوشو-یانیچ
ناتاشا دوشو-یانیچ ورزشکار زن رشتهٔ قایق‌رانی اهل کشور مجارستان است. وی در بین سال‌های ‎۲۰۰۴ تا ۲۰۱۲ میلادی در مسابقات بازی‌های المپیک تابستانی در مجموع ۶ مدال، شامل ۳ مدال طلا و ۲ نقره و ۱ برنز را کسب کرد.